# انپلیس نک (مریلند)
انپلیس نک (به انگلیسی: Annapolis Neck) شهری در ایالت مریلند کشور ایالات متحده آمریکا است که جمعیت آن در سرشماری سال ۲۰۱۰ میلادی، ۱۰٬۹۵۰ نفر بوده‌است.